# Heterophrynus alces
Espèce
Heterophrynus alces est une espèce d'amblypyges de la famille des Phrynidae.

## Distribution
Cette espèce se rencontre au Guyana, au Suriname, en Guyane et au Brésil en Amapá,.

## Habitat
Cet animal vit dans différents endroits à condition qu'ils soient sombres, humides et près du sol, grotte, tronc d'arbre etc.

## Mœurs
Cette espèce se réunit souvent en grand groupes de plus de 1000 individus.

## Description
La femelle holotype mesure 22 mm.
Cette espèces est noire et possède huit pattes épineuses.

## Publication originale
- Pocock, 1902 : A contribution to the systematics of the. Pedipalpi. Annals and Magazine of Natural History, sér. 7, vol. 9, p. 157-165 (texte intégral).